# Gabriel Saad
Gabriel Saad (Paso de los Toros, 11 de octubre de 1942) es un narrador, crítico literario, poeta y traductor uruguayo.
En su juventud trabajó en los diarios Época y Hechos, junto a Mario Jacob, Yamandú Fau, Danilo Arbilla y Guillermo Chifflet. Participó en el equipo que compiló Capítulo Oriental. La Historia de la Literatura Uruguaya, traduciendo del francés la obra del conde de Lautréamont, Jules Laforgue y Jules Supervielle.

## Obras
- Todavía (poemas). Ed. Huerga y Fierro. Madrid, 2019, 182 págs.